# Varga Ferenc József
Varga Ferenc József (Stuttgart, 1972. december 26. –) humorista, kabarészerző és kabarészínész. Az egyik legtermékenyebb szerző és előadó.

## Pályafutása
Eredeti foglalkozása tanár. Idegenvezető végzettsége is van, de ebben a szakmában soha nem dolgozott. 1993-ban a Rátkay Márton Zenés Műhely színitanodájában tanult. Ebben az évben kezdődött humorista pályája is. 1994-től fellépett a Rádiókabaréban, 1999 és 2010 között a Mikroszkóp Színpad tagja volt. A Hócipő szatirikus lapnak jelenleg is munkatársa. Az 1998-as Humorfesztiválon előadói díjat kapott, jellegzetes, progresszív humorát 2005-ben, 2006-ban, és 2010-ben Bonbon-díjjal jutalmazták. "A legerősebb láncszem" című, Nádas Györggyel közösen készült cd-je 2001-ben, Köcsög! című könyve pedig 2008-ban jelent meg. 2012-ben megkapta a Karinthy-gyűrűt, ami a Rádiókabaré kiemelkedő teljesítményt nyújtó szerzőinek, előadóinak adható.
2013-ban megjelent második könyve Nemzeti Túlvilág Hivatal címmel, mely egy némiképp elvont, abszurd irodalmi pamflet szürke mindennapjainkról.
2017-től Aradi-Varga Show címmel önálló műsort indított az ATV-n Aradi Tiborral.
Nem ritkán él a politikai humor eszközeivel, erőteljesen kormánykritikus, Orbán Viktor-paródiáit nagyon sokan dicsérik, ám a legtöbb támadás is ezek miatt éri.
2019-ben közös könyve jelent meg Aradi Tiborral Mondom a Ferinek, Tibi címmel. 2024-ben pedig szintén Aradi Tiborral közösen az Ide is jövünk többet című kötete került a boltokba a Spirit kiadó gondozásában.
Az utóbbi években blues-gitárosként is fellép, saját bevallása szerint hobbiból. Orbán Sándorral (MyCream, Maksa Híradó) és Maksa Zoltánnal hozta létre a Szoba Blues Band zenekart, amelyben saját dalaikat adják elő.

## Magánélete
Felesége a tajvani illetőségű Li YiYing, akivel még 2005-ben ismerkedett meg az interneten keresztül, ahol eleinte szakmai ügyben kommunikáltak. Li szülőhazájában, helyi szokások szerint keltek egybe 2008-ban és Varga egy teljes évet Tajvanon is töltött, azután visszatért Magyarországra.
Újpesti lakos.

## Televíziós és egyéb szereplései
- Rádiókabaré - 1994 óta
- Uborka - bábkabaré - szerző, később hangkölcsönző
- Mennyi? 30! (HBO) - Stand-up comedy
- Showder Klub (Star Wars Híradó Aradi Tiborral)
- Friderikusz show
- Füstifecskék (arany-és platinalemez)
- Szeszélyes évszakok
- Maksavízió (Humor 1 és Hálózat TV)
- Barátok közt (epizódszerepek)
- Poén TV - Telekabaré
- A Comedy Central bemutatja - Stand Up Comedy
- Mikroszkóp Kabaré (TV2 és ATV)
- Showder Klub (RTL Klub)
- Hócipő Kabaré (ATV)
- Dumakabaré (ATV)
- Poptarisznya netrádió
- Aradi - Varga Show (ATV)

## Színpadi szerepek
- Zsebrepacsi
- Türelmes zóna
- Közös bűn…
- Leggyengébb láncszemek
- Maksaméta - Defekt effektek
- Ügynökök kíméljenek
- A Tenor háza
- A Mikroszkóp fantomja
- Ádám és EVA
- Széllel szembe…
- Magasztár?
- Csak semmi duma!
- Hogy volt? - 100 éves a kabaré
- Az élet lapos oldala - Bajor kabaré
- Mikor lesz elegünk? - Verebes kabaré
- Le vagytok szavazva
- Közkívánatomra - Sas 70
- Valakit visz a vicc
- Röhej az egész
- Szójjá be! - Stand up Comedy
- Paprikás rumli - Galla Miklós estje
- Akarsz róla beszélni? − Retrokabaré
- Maguk akarták - nem kívánságműsor
- Saskabaré a Fészek Klubban

## Könyvei
- Köcsög! – Magyarország szellemi szintje I. Győző király és Tünde hercegnő uralkodása idején (2008)
- Nemzeti Túlvilág Hivatal (2013)
- Mondom a Ferinek, Tibi[2] (szerzőtárs: Aradi Tibor, Jaffa Kiadó, Budapest, 2019) ISBN 9789634752202
- Ide is jövünk többet (szerzőtárs: Aradi Tibor, Spirit Kiadó, Budapest, 2024)

## Díjai
- Humorfesztivál előadói-díj (1998)
- Bonbon-díj (2005, 2006, 2010)
- Karinthy-gyűrű (2012)